# The Mindy Project
The Mindy Project é uma série de televisão americana de comédia romântica que estreou na Fox em 25 de setembro de 2012. Então começou a se exibir no Hulu em 15 de setembro de 2015. A série foi criada e protagonizada por Mindy Kaling, é coproduzida pela Universal Television e 3 Arts Entertainment.Em 29 de março de 2017, The Mindy Project foi renovada para uma sexta e última temporada, que estreou em 12 de setembro de 2017 e concluiu em 14 de novembro de 2017.
No Brasil a série é transmitida pelo TBS.

## Resumo
A série passa-se à volta da vida da obstetra e ginecologista Mindy Lahiri, intepretada por Mindy Kaling, tanto a nível pessoal como a nível profissional. A personagem foi influenciada pela mãe da criadora, que exercicia a mesma profissão.
Mindy explora a vida com a ajuda de seus colegas de trabalho: Danny Castellano, seu melhor amigo e amor, cujas sensibilidades religiosas ocasionalmente causam alguma tensão; Jeremy Reed, um médico inglês que administra a clínica; Peter Prentice, outro médico que era companheiro de irmandade, Morgan Tookers, um enfermeiro maluco e um ex-presidiário Tamra Webb, uma enfermeira contundente; e Beverley,a libidinosa mais velha recepcionista do escritório.

## Elenco
- Mindy Kaling como Mindy Lahiri
- Chris Messina como Danny Castellano
- Ed Weeks como Jeremy Reed
- Zoe Jarman como Betsy Putch
- Ike Barinholtz como Morgan Tookers
- Beth Grant como Beverley Janoszewski
- Xosha Roquemore como Tamra
- Anna Camp como Gwen Grandy
- Amanda Setton como Shauna Dicanio
- Stephen Tobolowsky como Marc Shulman

## Produção e desenvolvimento
A série foi inicialmente encomendada pela NBC, com o piloto intitulado It's Messy, em 27 de janeiro de 2012  ele foi liberado dos projetos da NBC . A NBC então enviou o script aos executivos da Fox que o leram no fim de semana seguinte.Em 30 de janeiro de 2012, a Fox deu sinal verde para o piloto, com Mindy Kaling como estrela. Em 9 de maio de 2012, A Fox deu ordem de produção para série de comédia dois dias depois, o título foi alterado de It's Messy para The Mindy Project.  em 8 de outubro de 2012, A Fox ordenou uma temporada completa do show. Em 4 de março de 2013, a série foi renovada para uma segunda temporada, que começou em 17 de setembro de 2013.
Em 21 de novembro de 2013, a Fox anunciou que "The Mindy Project" tomaria um hiato de meio período, antes de retornar em 1 de abril de 2014.
Em 7 de março de 2014 a  Fox anunciou a renovação da série para uma terceira temporada.
Em 6 de maio de 2015, a Fox cancelou a série após três temporadas. Porém em 15 de maio de 2015 o  Hulu resgatou o show, garantindo uma quarta temporada de 26 episódio. Em 4 de maio de 2016, o Hulu anunciou que renovou a série para uma quinta temporada de 16 episódios, reduzidos para 14 posteriomente.
Em 29 de março de 2017, Kaling anunciou que a série retornaria para uma sexta e última temporada.

## Recepção
The Mindy Project recebeu maioritariamente críticas positivas, com principal destaque para a atuação de Mindy e para o guiã. Em base de 32 avaliações profissionais, alcançou uma pontuação de 69% no Metacritic. Por votos dos usuários do site, atinge uma nota de 7.2, usada para avaliar a recepção do público.

### Prêmios e indicações
| Ano  | Prémio                            | Categoria                 | Nomeado                   | Resultado |
| ---- | --------------------------------- | ------------------------- | ------------------------- | --------- |
| 2012 | Critics' Choice Television Awards | Most Exciting New Series  | Most Exciting New Series  | Venceu    |
| 2012 | People's Choice Award             | Favorite New TV Comedy    | Favorite New TV Comedy    | Indicado  |
| 2013 | Writers Guild of America Award    | New Series                | New Series                | Indicado  |
| 2013 | NAACP Image Award                 | Outstanding Comedy Series | Outstanding Comedy Series | Indicado  |
| 2013 | TCA Awards                        | Outstanding New Program   | Outstanding New Program   | Indicado  |
| 2013 | Teen Choice Awards                | Choice TV: Breakout Show  | Choice TV: Breakout Show  | Indicado  |
| 2013 | Teen Choice Awards                | Choice TV Actress: Comedy | Mindy Kaling              | Indicado  |
| 2013 | Gracie Awards                     | Outstanding Producer      | Mindy Kaling              | Venceu    |